# Wilhelm Ząbroń
Wilhelm Ząbroń (ur. 9 września 1915, zm. 30 maja 1990) – lekarz wojskowy, oficer Marynarki Wojennej okresu II wojny światowej, kawaler Orderu Virtuti Militari.

## Życiorys
Wilhelm Ząbroń ukończył Szkołę Podchorążych Sanitarnych w Centrum Wyszkolenia Sanitarnego. Na przełomie lat 1939 i 1940 służył, w stopniu podporucznika lekarza w Camp de Coëtquidan, podczas kampanii francuskiej był lekarzem 7 pułku piechoty. Ewakuowany do Wielkiej Brytanii został przydzielony do dyspozycji dowódcy okrętu-bazy „Gdynia”. 1 marca 1941 roku wszedł w skład załogi niszczyciela „Garland”, trzy miesiące później został formalnie przeniesiony do PMW, 3 maja 1942 roku awansowany do stopnia porucznika lekarza. Podczas walk w obronie konwoju PQ-16 wyróżnił się bohaterską postawą, co przyniosło mu odznaczenie Krzyżem Srebrnym Orderu Virtuti Militari nr 9606.
Do stycznia 1943 roku służył na „Garlandzie”, następnie został przydzielony do Szkoły Podchorążych Marynarki Wojennej, gdzie wykładał higienę okrętową. 3 maja 1945 roku został awansowany do stopnia kapitana marynarki lekarza. Zwolniony ze służby w 1946 roku, pozostał w Wielkiej Brytanii, gdzie prowadził praktykę lekarską i gdzie zmarł.
Poza Orderem Virtuti Militari był dwukrotnie odznaczony Medalem Morskim.